# 新劇
新劇是指東亞近代受到西方文化影響所產生的戲劇。東亞在文化傳統中有其固有的戲劇活動及形式，如中國、越南的戲曲，日本的歌舞伎、能劇，朝鮮半島的盤索里，琉球的組踊等。自從近代西方國家航海技術的拓展，東西交流頻繁化也成為不可避免的趨勢；利用現代化的技術所挾帶入境的西方文化，使「西化」成為東亞國家現代化的一部份。這些受西方文化影響產生的新劇種稱為新劇。

## 各地新劇
- 中國大陆:文明戲
- 台灣：臺灣新劇運動（文化劇 (臺灣新劇)）、青年劇、台灣小劇場運動
- 日本：演劇改良運動（日语：演劇改良運動）、新劇 (日本)、日本小劇場運動
- 韓國：韓國新劇運動（新劇 (朝鮮半島)（朝鲜语：신극））